# Onthophagus ovigranosus
Onthophagus ovigranosus är en skalbaggsart som beskrevs av Frey 1971. Onthophagus ovigranosus ingår i släktet Onthophagus och familjen bladhorningar. Inga underarter finns listade i Catalogue of Life.